# نظرية تصنيف الذات

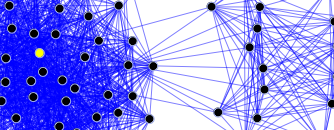

نظرية تصنيف الذات أو نظرية التصنيف الذاتي (بالإنجليزية: Self-categorization theory)‏ هي نظرية نفسية اجتماعية تصف الطريقة التي يري بها الشخص تجمعات الأشخاص (بما في ذلك نفسه) كجماعة، وما يتبعه من رؤية للأشخاص في ظل إطار وشروط هذه الجماعة. وعلى الرغم من أن النظرية غالبا ما يتم تقديمها كتفسير لتكوين المجموعات النفسية (الذي كان واحدا من أهدافها الأولى)، إلا أنه يٌنظر لها بشكل أكثر دقة على أنها تحليل عام لعمليات التصنيف في الإدراك الاجتماعي للفرد والتفاعل الذي يتطرق إلى قضايا الهوية الفردية والظواهر الجماعية.
وضع نظرية جون تيرنر وزملاؤه، وهذه النظرية جنبا إلى جنب مع نظرية الهوية الاجتماعية هي جزء أساسي من نهج الهوية الاجتماعية. وقد تم تطويرها جزئيا لمعالجة المسائل التي نشأت استجابة لنظرية الهوية الاجتماعية حول الأسس الميكانيكية للاعتراف الاجتماعي. على سبيل المثال، ما الذي يجعل الشخص يُعرّف نفسه من حيث كونه عضوا في مجموعة دون الأخرى؟
كانت نظرية تصنيف الذات مؤثرة في المجال الأكاديمي لعلم النفس الاجتماعي وما بعده. وتم تطبيقها لأول مرة على موضوعات التأثير الاجتماعي، والتماسك الجماعي ، والاستقطاب الجماعي، والعمل الجماعي . وفي السنوات اللاحقة تم تطبيق النظرية، باعتبارها جزء من نهج الهوية الاجتماعية، في مواضيع أخرى مثل القيادة، والشخصية ، والتجانس خارج المجموعة ، والسلطة. ويُعتبر أحد مبادئ النظرية هو أن الذات لا ينبغي اعتبارها جانبا أساسيا من الإدراك، بل يجب أن يُنظر إلى الذات على أنها نتاج للنظام المعرفي في العمل. بعبارة أخرى، فإن الذات هي نتيجة العمليات المعرفية بدلا من كونها «شيء» في قلب الإدراك.